# ルアル・ナ・ルブレ
ルアル・ナ・ルブレ（Luar na Lubre）は、スペイン北西部、スペイン・ケルトの地として知られるガリシア州を代表する音楽グループ。「luar」とはガリシア語で「月の光」を、「lubre」とはドルイド僧が呪術を行った「魔法の森」を意味する。

## 概要
1992年よりマイク・オールドフィールドと親交を深め、オールドフィールドのアルバム『ヴォイジャー』（1996年）ではルアル・ナ・ルブレが1988年に発表した曲「O Son do Ar」がカヴァーされている。更に1999年にはオールドフィールドのツアー「ライヴ・ゼン&ナウ1999」で前座を務めて、世界的に知られるようになった。現在ではガリシアを代表するグループとなっている。

## メンバー

### 現メンバー
- イルマ・マシアス - ボーカル
- ビエイト・ロメーロ - バグパイプ、ダイアトニック・アコーディオン、サンフォーニャ
- アンティア・アメイシェイラス - フィドル
- パチ・ベルムデス - バウロン、ドラム、ジャンベ
- ペドロ・バレーロ - アコースティック・ギター
- シャビエル・フェレイロ - ラテン・パーカッション、エフェクト
- シャン・セルケイロ - フルート

### 旧メンバー
- アナ・エスピノサ - ボーカル
- ロサ・セドロン - ボーカル、チェロ（2005年脱退）
- サラ・ロウラソ・ヴィダル - ボーカル（2011年脱退）
- エドゥアルド・コマ - フィドル
- シュリオ・バレーラ - ブズーキ、ボーカル、パーカッション
- パウラ・レイ・トレイロ - ボーカル（2017年脱退）

## ディスコグラフィ

### アルバム
- O Son do Ar (1988年)
- Beira Atlántica (1990年)
- Ara Solis (1993年)
- 『満月』 - Plenilunio (1997年) ※2000年のライブをボーナス収録して2002年に再発
- Cabo do Mundo (1999年)
- 『ガリシアの郷愁-ベスト〜結成15周年記念アルバム』 - XV Aniversario (2001年)
- 『エスピラル』 - Espiral (2002年)
- 『約束の地』 - Hai un paraiso (2004年)
- 『サウダーデ』 - Saudade (2005年)
- Camiños da Fin da Terra (2007年)
- Ao Vivo! (2009年) ※ライブ
- Solsticio (2010年)
- Mar Maior (2012年)
- Sons da lubre nas noites de luar (2012年)
- Torre de Breoghán (2014年)
- Extra: Mundi (2015年)
- XXX Aniversario (2016年)
- Ribeira Sacra (2018年)